# Inför ett sådant argument måste jag naturligtvis böja mig
Inför ett sådant argument måste jag naturligtvis böja mig, samlingsalbum släppt av KfLP(r). Släpptes 30 juli 2008. Innehåller 18 låtar släppta av 18 olika svenska punkband. Samlingens titel är ett citat av Dan Berglund från en radiointervju.

## Låtarna på albumet
1. Köttgrottorna - Mobbad
2. Nån Jävla Punk - Idioter
3. KlartGrabbenSkaHaEnEpaMedSilvertejjp&Uffe - Blodsband
4. Sällskapsresan - Knockout
5. Malm - Baronkänsla
6. Sista Skriket - Jag vill se Reinfeldt kyssa Hitler
7. Adjusted - Letters to '99
8. Stefan Lundblad & Hyrda knektar - Förnära kanten
9. Gulsot - Kollektiv hjärntvätt
10. Civil Olydnad - Dödscell
11. Ligisterna - Skitliv
12. Stiltje - Men du
13. Snorting Maradonas - Karikaterror
14. Greta Kassler - Ge mig luft
15. +Support - (ska vi) starta ett krig?
16. Snutjävel - Falköping Hardcore
17. Stillborn Subject - Dirk Starkiller
18. Fish Fingers - De förlorade smutsbarnen